# Catus
Catus est une commune française située dans l'ouest du département du Lot, en région Occitanie.
Elle est également dans la Bouriane, une région naturelle sablonneuse et collinaire couverte de forêt avec comme essence principale des châtaigniers.
Exposée à un climat océanique altéré, elle est drainée par le Vert et par deux autres cours d'eau. Incluse dans le bassin de la Dordogne, la commune possède un patrimoine naturel remarquable composé de deux zones naturelles d'intérêt écologique, faunistique et floristique.
Catus est une commune rurale qui compte 919 habitants en 2022.  Elle fait partie de l'aire d'attraction de Cahors. Ses habitants sont appelés les Catusiens ou  Catusiennes.

## Géographie
La commune est traversée par la rivière Vert, à moins de 20 km au nord-ouest de Cahors.

### Communes limitrophes
Les communes limitrophes sont Boissières, Crayssac, Montgesty, Nuzéjouls, Saint-Denis-Catus, Saint-Médard, Thédirac et Uzech.
| Thédirac     | Uzech    | Saint-Denis-Catus |
| Montgesty    | Catus    | Boissières        |
| Saint-Médard | Crayssac | Nuzéjouls         |

### Climat
Pour des articles plus généraux, voir Climat de l'Occitanie et Climat du Lot.
En 2010, le climat de la commune est de type climat océanique altéré, selon une étude s'appuyant sur une série de données couvrant la période 1971-2000. En 2020, Météo-France publie une typologie des climats de la France métropolitaine dans laquelle la commune est toujours exposée à un climat océanique altéré et est dans la région climatique Aquitaine, Gascogne, caractérisée par une pluviométrie abondante au printemps, modérée en automne, un faible ensoleillement au printemps, un été chaud (19,5 °C), des vents faibles, des brouillards fréquents en automne et en hiver et des orages fréquents en été (15 à 20 jours).
Pour la période 1971-2000, la température annuelle moyenne est de 13 °C, avec une amplitude thermique annuelle de 15,6 °C. Le cumul annuel moyen de précipitations est de 856 mm, avec 12 jours de précipitations en janvier et 6,2 jours en juillet. Pour la période 1991-2020, la température moyenne annuelle observée sur la station météorologique la plus proche, située sur la commune d'Anglars-Juillac à 13 km à vol d'oiseau, est de 13,5 °C et le cumul annuel moyen de précipitations est de 822,6 mm,. Pour l'avenir, les paramètres climatiques de la commune estimés pour 2050 selon différents scénarios d’émission de gaz à effet de serre sont consultables sur un site dédié publié par Météo-France en novembre 2022.

### Milieux naturels et biodiversité

#### Espaces protégés
La protection réglementaire est le mode d’intervention le plus fort pour préserver des espaces naturels remarquables et leur biodiversité associée,.
La commune fait partie de la zone de transition du bassin de la Dordogne, un territoire d'une superficie de 1 880 258 ha reconnu réserve de biosphère par l'UNESCO en juillet 2012,.

#### Zones naturelles d'intérêt écologique, faunistique et floristique
L’inventaire des zones naturelles d'intérêt écologique, faunistique et floristique (ZNIEFF) a pour objectif de réaliser une couverture des zones les plus intéressantes sur le plan écologique, essentiellement dans la perspective d’améliorer la connaissance du patrimoine naturel national et de fournir aux différents décideurs un outil d’aide à la prise en compte de l’environnement dans l’aménagement du territoire.
Une ZNIEFF de type 1 est recensée sur la commune :
le « vallon du ruisseau du Rieutord » (50 ha), couvrant 3 communes du département et une ZNIEFF de type 2, : 
la « vallée du Vert » (4 238 ha), couvrant 17 communes du département.

Carte des ZNIEFF de type 1 et 2 à Catus.
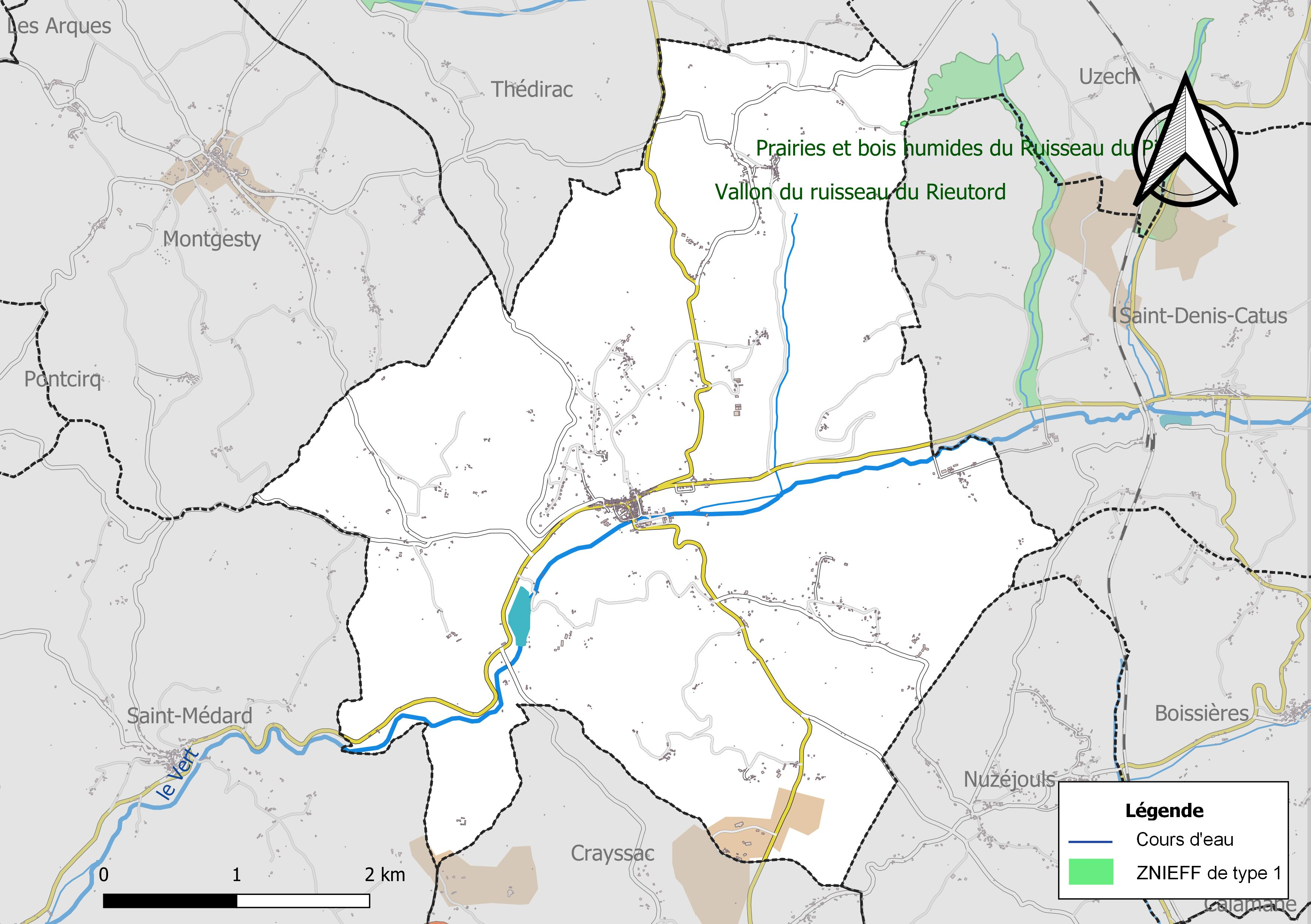
Carte de la ZNIEFF de type 1 sur la commune.
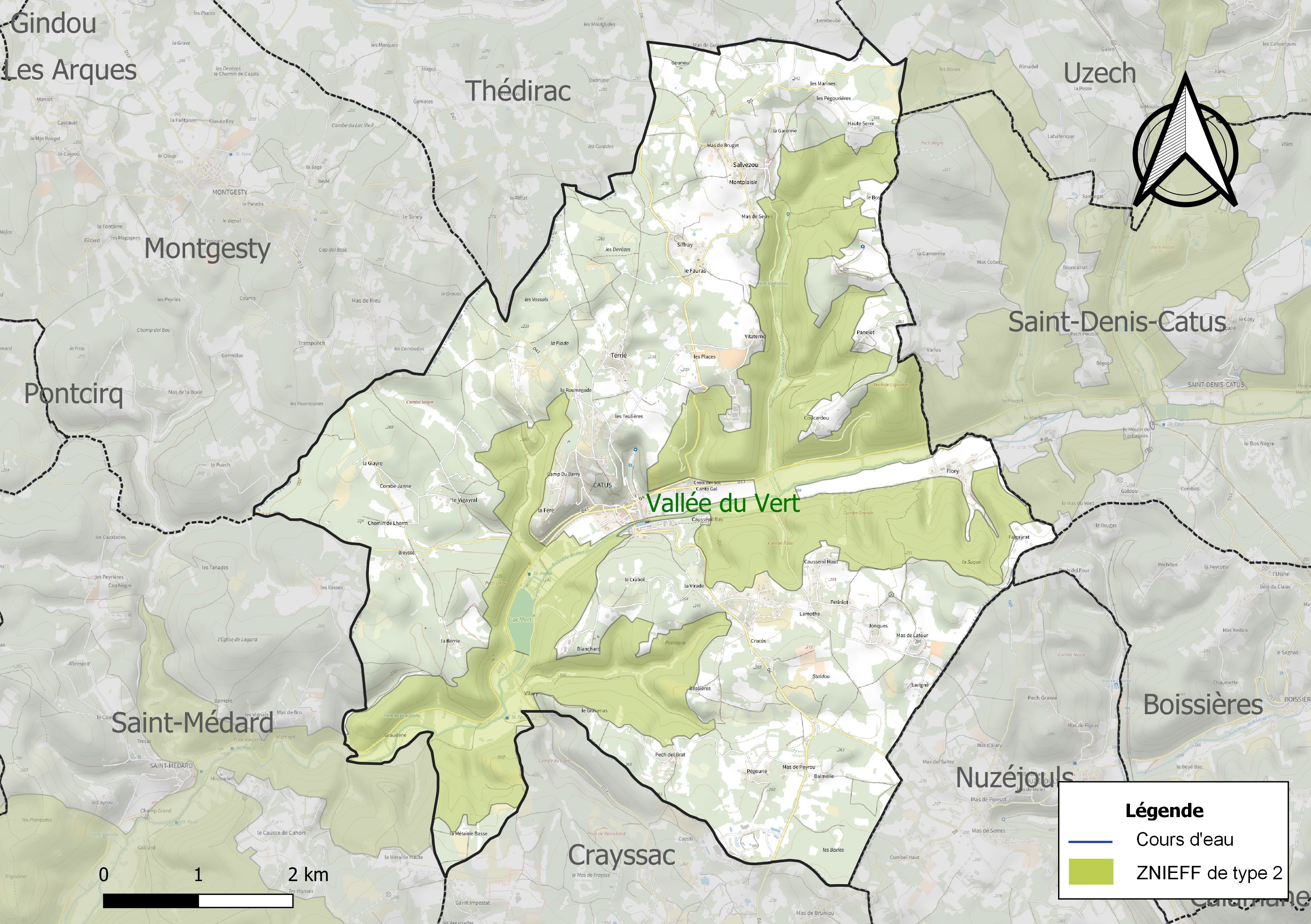
Carte de la ZNIEFF de type 2 sur la commune.

## Urbanisme

### Typologie
Au 1er janvier 2024, Catus est catégorisée commune rurale à habitat dispersé, selon la nouvelle grille communale de densité à sept niveaux définie par l'Insee en 2022.
Elle est située hors unité urbaine. Par ailleurs la commune fait partie de l'aire d'attraction de Cahors, dont elle est une commune de la couronne,. Cette aire, qui regroupe 78 communes, est catégorisée dans les aires de 50 000 à moins de 200 000 habitants,.

### Occupation des sols
L'occupation des sols de la commune, telle qu'elle ressort de la base de données européenne d’occupation biophysique des sols Corine Land Cover (CLC), est marquée par l'importance des forêts et milieux semi-naturels (52,6 % en 2018), une proportion sensiblement équivalente à celle de 1990 (52,4 %). La répartition détaillée en 2018 est la suivante : 
forêts (50,1 %), zones agricoles hétérogènes (37,4 %), zones urbanisées (5,5 %), prairies (3,3 %), milieux à végétation arbustive et/ou herbacée (2,5 %), mines, décharges et chantiers (1,2 %). L'évolution de l’occupation des sols de la commune et de ses infrastructures peut être observée sur les différentes représentations cartographiques du territoire : la carte de Cassini (XVIIIe siècle), la carte d'état-major (1820-1866) et les cartes ou photos aériennes de l'IGN pour la période actuelle (1950 à aujourd'hui).

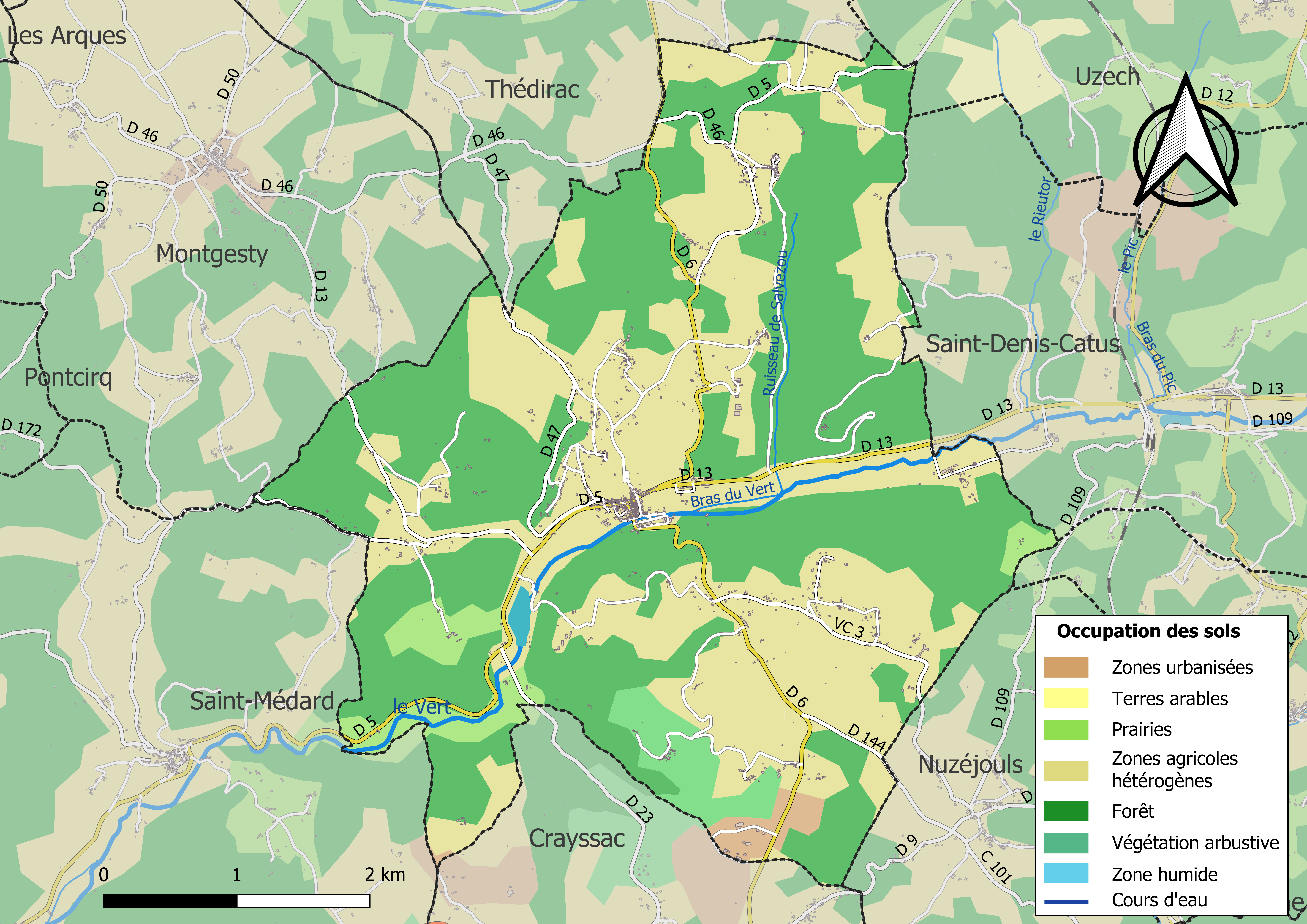
Carte des infrastructures et de l'occupation des sols de la commune en 2018 (CLC).

### Risques majeurs
Le territoire de la commune de Catus est vulnérable à différents aléas naturels : météorologiques (tempête, orage, neige, grand froid, canicule ou sécheresse), inondations, feux de forêts, mouvements de terrains et séisme (sismicité très faible). Un site publié par le BRGM permet d'évaluer simplement et rapidement les risques d'un bien localisé soit par son adresse soit par le numéro de sa parcelle.
Certaines parties du territoire communal sont susceptibles d’être affectées par le risque d’inondation par débordement de cours d'eau, notamment le Vert. La cartographie des zones inondables en ex-Midi-Pyrénées réalisée dans le cadre du XIe Contrat de plan État-région, visant à informer les citoyens et les décideurs sur le risque d’inondation, est accessible sur le site de la DREAL Occitanie. La commune a été reconnue en état de catastrophe naturelle au titre des dommages causés par les inondations et coulées de boue survenues en 1982, 1992, 1996 et 1999,.
Catus est exposée au risque de feu de forêt. Un plan départemental de protection des forêts contre les incendies a été approuvé par arrêté préfectoral le 30 novembre 2015 pour la période 2015-2025. Les propriétaires doivent ainsi couper les broussailles, les arbustes et les branches basses sur une profondeur de 50 mètres, aux abords des constructions, chantiers, travaux et installations de toute nature, situées à moins de 200 mètres de terrains en nature
de bois, forêts, plantations, reboisements, landes ou friches. Le brûlage des déchets issus de l’entretien des parcs et jardins des ménages et des collectivités est interdit. L’écobuage est également interdit, ainsi que les feux de type méchouis et barbecues, à l’exception de ceux prévus dans des installations fixes (non situées sous couvert d'arbres) constituant une dépendance d'habitation.

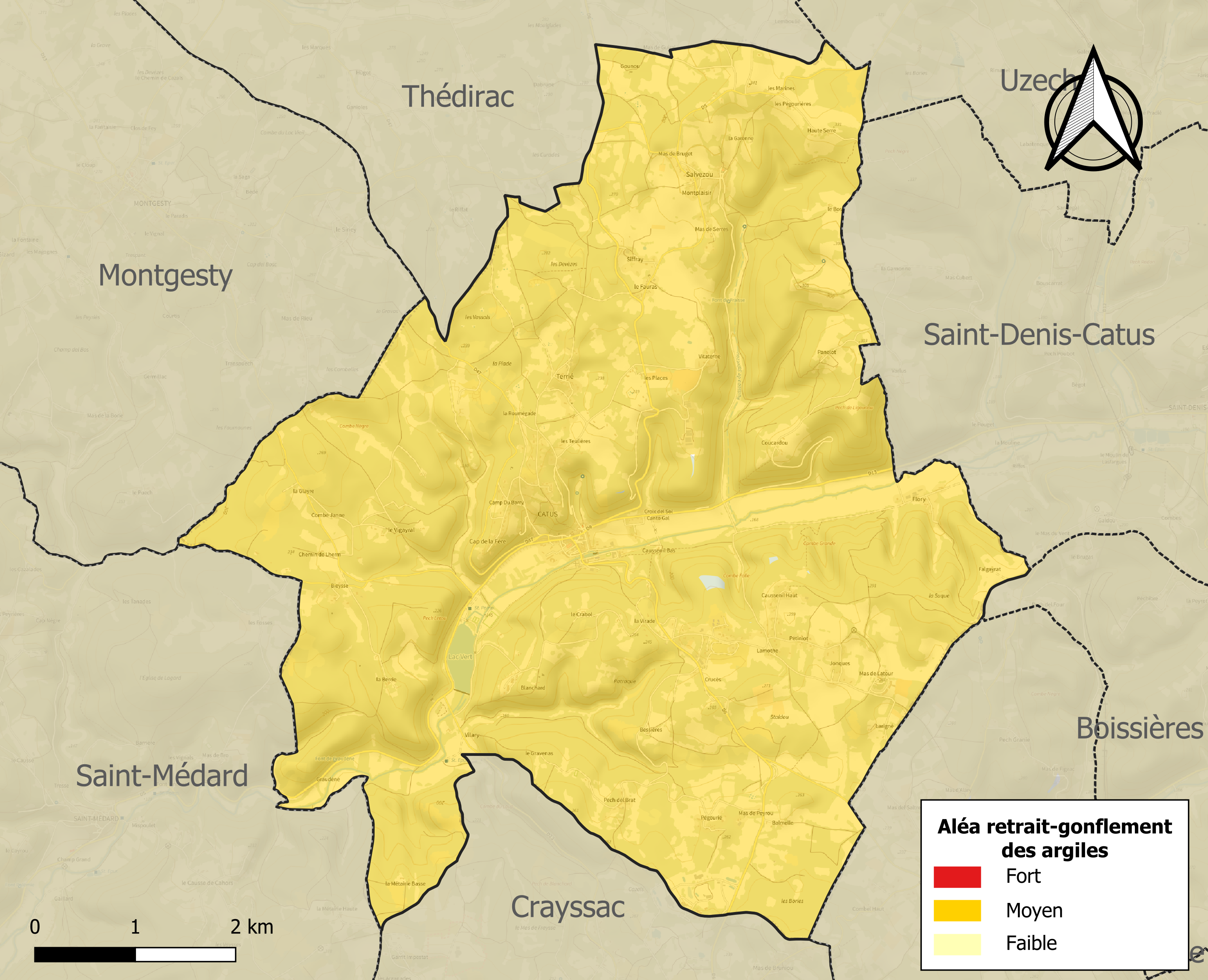
Carte des zones d'aléa retrait-gonflement des sols argileux de Catus.

Les mouvements de terrains susceptibles de se produire sur la commune sont des affaissements et effondrements liés aux cavités souterraines (hors mines), des éboulements, chutes de pierres et de blocs, des glissements de terrain et des tassements différentiels. Par ailleurs, afin de mieux appréhender le risque d’affaissement de terrain, l'inventaire national des cavités souterraines permet de localiser celles situées sur la commune.
Le retrait-gonflement des sols argileux est susceptible d'engendrer des dommages importants aux bâtiments en cas d’alternance de périodes de sécheresse et de pluie. 99,9 % de la superficie communale est en aléa moyen ou fort (67,7 % au niveau départemental et 48,5 % au niveau national). Sur les 498 bâtiments dénombrés sur la commune en 2019, 498 sont en aléa moyen ou fort, soit 100 %, à comparer aux 72 % au niveau départemental et 54 % au niveau national. Une cartographie de l'exposition du territoire national au retrait gonflement des sols argileux est disponible sur le site du BRGM,.
Par ailleurs, afin de mieux appréhender le risque d’affaissement de terrain, l'inventaire national des cavités souterraines permet de localiser celles situées sur la commune.
Concernant les mouvements de terrains, la commune a été reconnue en état de catastrophe naturelle au titre des dommages causés par la sécheresse en 2020 et par des mouvements de terrain en 1999.

## Toponymie
Selon Gaston Bazalgues, le toponyme Catus pourrait être basé sur :
- le nom d'une plante : l'euphorbe, la catapuça en occitan qui est devenu catuça pour donner enfin La Catusse ;
- ou plutôt, l'anthroponyme gallo-romain Catius qui est devenu Catus (l'évolution phonétique est difficile à admettre : en effet, *Catus > *Cado > *Cad > *Cat, non Catus).

Pour Dauzat et Rostaing, on pourrait penser au nom d'homme gaulois *Cattusius, variante intensive de Catusius.
Pour d'autres[Qui ?], Catus doit son nom à l'installation de Romains dès 250 apr. J.-C. En effet, cattus "chat" en bas latin et langue romane, animal qui, selon la légende, aurait indiqué où se trouvait la source d'eau qui a permis l'expansion du village[réf. nécessaire]. Cette source, est toujours visible au-dessus du village et alimente principalement le lac artificiel du même nom.
L'origine Catusse est de loin la plus probable car elle est confirmée par des patronymes locaux et un toponyme dans le Tarn alors qu'aucun patronyme Catus n'existe.

## Héraldique
| Blason de Catus | Blason  | Écartelé : au premier d'azur au lion léopardé d'argent, accompagné de trois étoiles du même rangées en chef, au deuxième de gueules à la croix tréflée d'or, au troisième d'azur à la bande d'or accompagnée de six flanchis du même, trois en chef 2 et 1, trois en pointe 1 et 2, au quatrième d'argent à trois merlettes de sable. |
| Blason de Catus | Détails | Le statut officiel du blason reste à déterminer. |

## Politique et administration

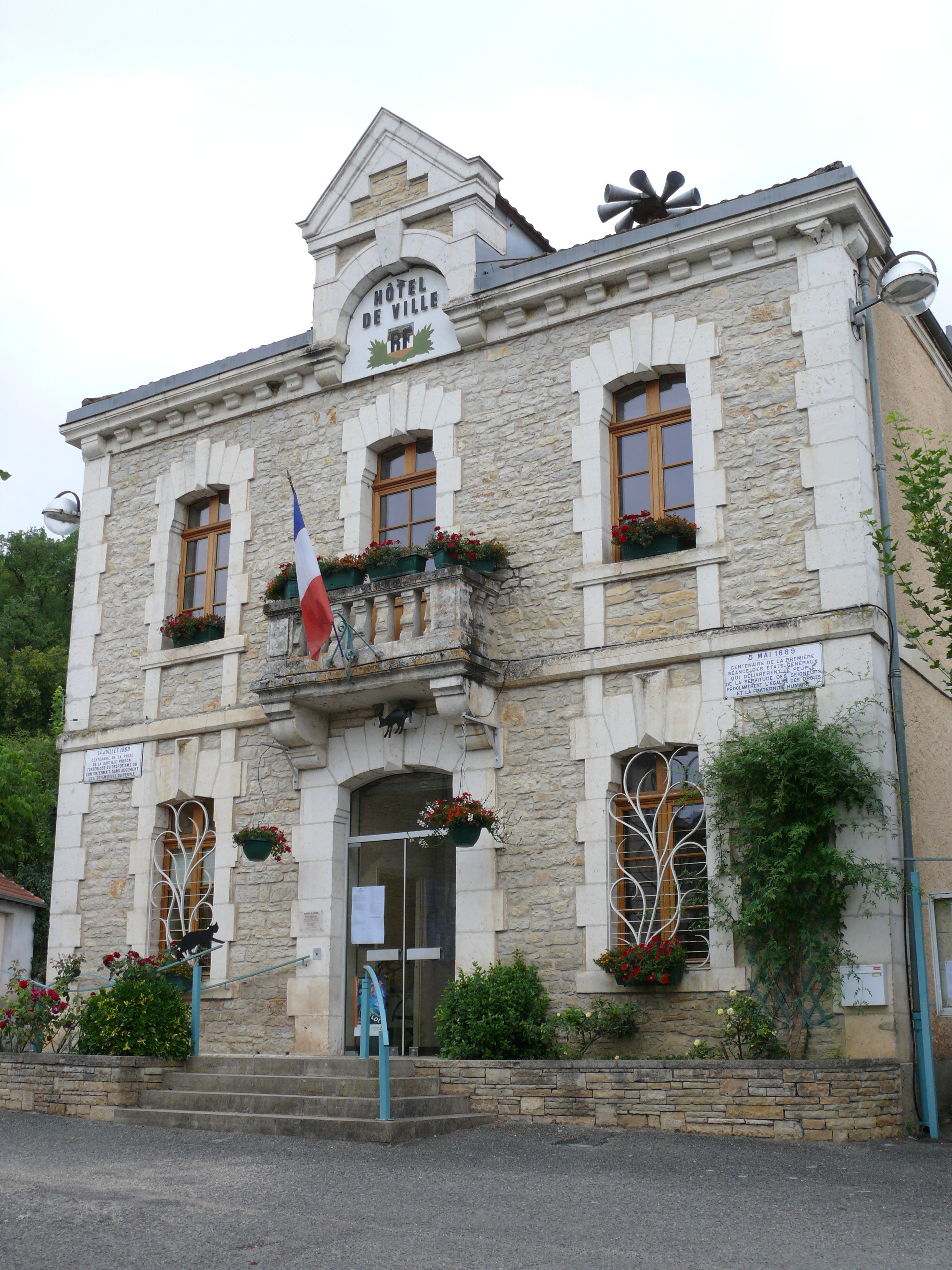
Hôtel de ville.

## Démographie
| 1793  | 1800  | 1806  | 1821  | 1831  | 1836  | 1841  | 1846  | 1851  |
| ----- | ----- | ----- | ----- | ----- | ----- | ----- | ----- | ----- |
| 1 134 | 1 244 | 1 265 | 1 387 | 1 438 | 1 478 | 1 461 | 1 510 | 1 534 |

| 1856  | 1861  | 1866  | 1872  | 1876  | 1881  | 1886  | 1891  | 1896  |
| ----- | ----- | ----- | ----- | ----- | ----- | ----- | ----- | ----- |
| 1 511 | 1 611 | 1 621 | 1 595 | 1 584 | 1 704 | 1 457 | 1 328 | 1 209 |

| 1901  | 1906  | 1911  | 1921 | 1926 | 1931 | 1936 | 1946 | 1954 |
| ----- | ----- | ----- | ---- | ---- | ---- | ---- | ---- | ---- |
| 1 128 | 1 100 | 1 036 | 834  | 813  | 778  | 752  | 706  | 654  |

| 1962 | 1968 | 1975 | 1982 | 1990 | 1999 | 2005 | 2006 | 2010 |
| ---- | ---- | ---- | ---- | ---- | ---- | ---- | ---- | ---- |
| 685  | 653  | 647  | 775  | 807  | 906  | 911  | 917  | 920  |

| 2015 | 2020 | 2022 | - | - | - | - | - | - |
| ---- | ---- | ---- | - | - | - | - | - | - |
| 881  | 914  | 919  | - | - | - | - | - | - |

## Économie

### Revenus
En 2018, la commune compte 359 ménages fiscaux, regroupant 749 personnes. La médiane du revenu disponible par unité de consommation est de 20 320 € (20 740 € dans le département).

### Emploi
|                | 2008   | 2013   | 2018  |
| -------------- | ------ | ------ | ----- |
| Commune        | 11,5 % | 12,2 % | 9,2 % |
| Département    | 7,3 %  | 8,9 %  | 9,6 % |
| France entière | 8,3 %  | 10 %   | 10 %  |

En 2018, la population âgée de 15 à 64 ans s'élève à 490 personnes, parmi lesquelles on compte 73,7 % d'actifs (64,6 % ayant un emploi et 9,2 % de chômeurs) et 26,3 % d'inactifs,. En  2018, le taux de chômage communal (au sens du recensement) des 15-64 ans est inférieur à celui de la France et du département, alors qu'en 2008 la situation était inverse.
La commune fait partie de la couronne de l'aire d'attraction de Cahors, du fait qu'au moins 15 % des actifs travaillent dans le pôle,. Elle compte 446 emplois en 2018, contre 463 en 2013 et 486 en 2008. Le nombre d'actifs ayant un emploi résidant dans la commune est de 321, soit un indicateur de concentration d'emploi de 138,7 % et un taux d'activité parmi les 15 ans ou plus de 48,6 %.
Sur ces 321 actifs de 15 ans ou plus ayant un emploi, 122 travaillent dans la commune, soit 38 % des habitants. Pour se rendre au travail, 82,7 % des habitants utilisent un véhicule personnel ou de fonction à quatre roues, 0,9 % les transports en commun, 8,1 % s'y rendent en deux-roues, à vélo ou à pied et 8,3 % n'ont pas besoin de transport (travail au domicile).

### Activités hors agriculture

#### Secteurs d'activités
97 établissements sont implantés  à Catus au 31 décembre 2019. Le tableau ci-dessous en détaille le nombre par secteur d'activité et compare les ratios avec ceux du département,.
| Secteur d'activité                                                                                        | Commune | Commune | Département |
| Secteur d'activité                                                                                        | Nombre  | %       | %           |
| --- | ------- | ------- | ----------- |
| Ensemble                                                                                                  | 97      | 100 %   | (100 %)     |
| Industrie manufacturière, industries extractives et autres                                                | 14      | 14,4 %  | (14 %)      |
| Construction                                                                                              | 18      | 18,6 %  | (13,9 %)    |
| Commerce de gros et de détail, transports, hébergement et restauration                                    | 28      | 28,9 %  | (29,9 %)    |
| Information et communication                                                                              | 1       | 1 %     | (1,8 %)     |
| Activités financières et d'assurance                                                                      | 3       | 3,1 %   | (2,8 %)     |
| Activités immobilières                                                                                    | 1       | 1 %     | (3,5 %)     |
| Activités spécialisées, scientifiques et techniques et activités de services administratifs et de soutien | 7       | 7,2 %   | (13,5 %)    |
| Administration publique, enseignement, santé humaine et action sociale                                    | 16      | 16,5 %  | (12 %)      |
| Autres activités de services                                                                              | 9       | 9,3 %   | (8,7 %)     |

Le secteur du commerce de gros et de détail, des transports, de l'hébergement et de la restauration est prépondérant sur la commune puisqu'il représente 28,9 % du nombre total d'établissements de la commune (28 sur les 97 entreprises implantées  à Catus), contre 29,9 % au niveau départemental.

#### Entreprises et commerces
Les deux entreprises ayant leur siège social sur le territoire communal qui génèrent le plus de chiffre d'affaires en 2020 sont : 
- Carriere Bach, extraction de pierres ornementales et de construction, de calcaire industriel, de gypse, de craie et d'ardoise (144 k€)
- RVSconseil, autres activités auxiliaires de services financiers, hors assurance et caisses de retraite, n.c.a. (21 k€)

### Agriculture
|               | 1988 | 2000 | 2010 | 2020 |
| ------------- | ---- | ---- | ---- | ---- |
| Exploitations | 29   | 21   | 16   | 7    |
| SAU (ha)      | 545  | 754  | 797  | 748  |

La commune est dans les Causses », une petite région agricole occupant une grande partie centrale du département du Lot. En 2020, l'orientation technico-économique de l'agriculture  sur la commune est la polyculture et/ou le polyélevage. Sept exploitations agricoles ayant leur siège dans la commune sont dénombrées lors du recensement agricole de 2020 (29 en 1988). La superficie agricole utilisée est de 748 ha,,.

## Culture locale et patrimoine

### Lieux et monuments
- Lac Vert
- Gouffre de Laberrie

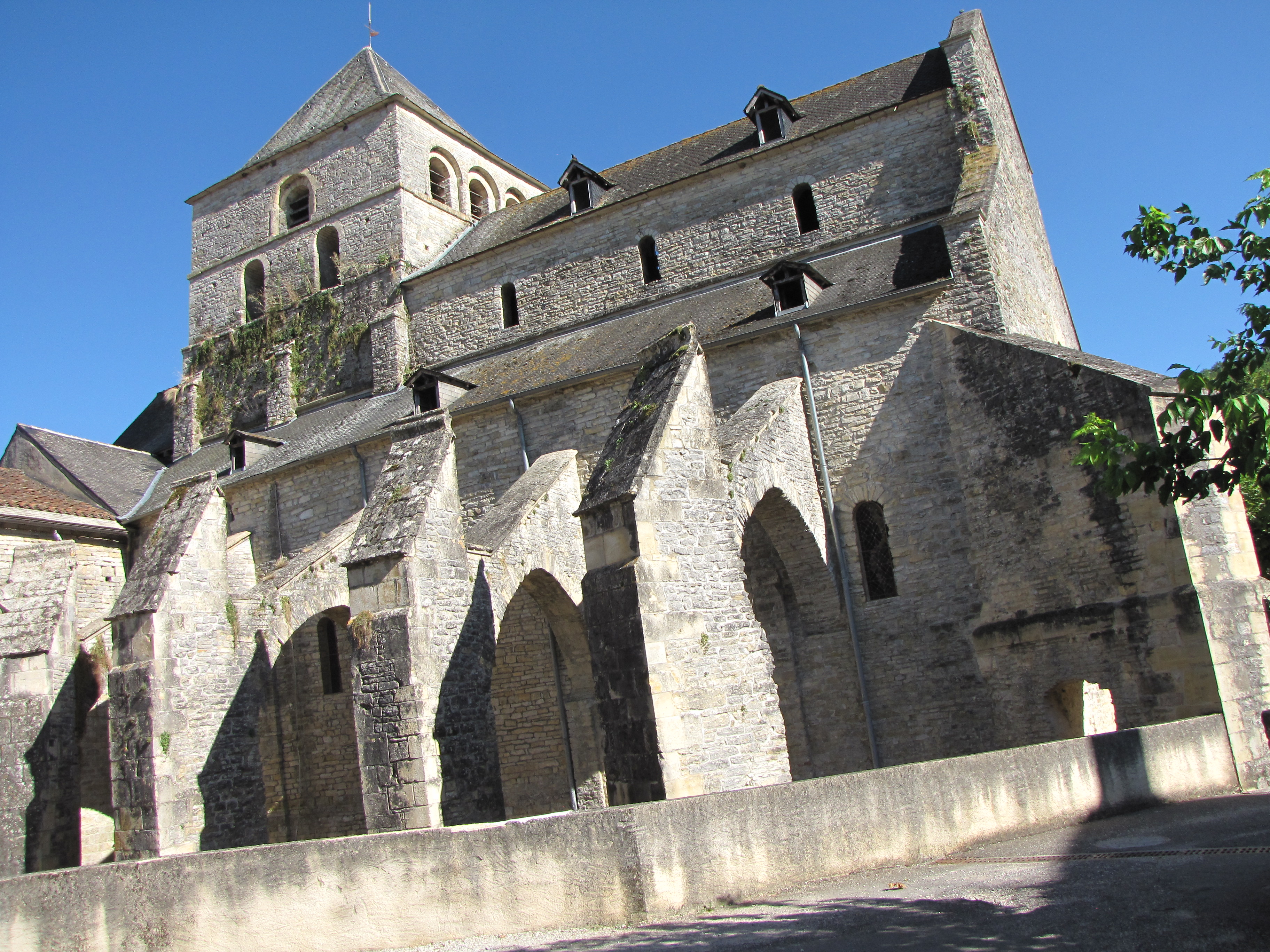
Église Saint-Astier. Ancien prieuré Saint-Jean.

- Église paroissiale Saint-Astier, ancien prieuré Saint-Jean[36],[37], il est mentionné pour la première fois en 1095 comme dépendance de l'abbaye Saint-Michel de Cluse (Italie). Les bâtiments sont construits au XIIe siècle. Après les destructions de la guerre de Cent Ans, des restaurations sont faites. L'église construite au XIe siècle est restaurée au XVe siècle et XVIe siècles. Le prieuré est vendu comme bien national à la Révolution.
Les différentes parties du prieuré ont été classées ou inscrites au titre des monuments historiques : la salle capitulaire a été classée le 4 mars 1891, l'église, le 10 juin 1908, les façades et toitures des immeubles bordant la place de l'église, inscrites le 20 novembre 1942, les vestiges des bâtiments conventuels de la parcelle 185 ont été inscrites le 30 août 1995, les vestiges des bâtiments conventuels de l'aile est abritant la salle capitulaire et ceux de l'aile nord, à l'exception des aménagements modernes de la parcelle 186, et l'ancienne aire du cloître ont été classés le 20 novembre 1998[38].
- Église Saint-Hilaire de Salvezou avec ses peintures murales, ancienne chapelle castrale datant du XIIe siècle et modifiée au XIXe siècle, a été inscrite sur l'Inventaire supplémentaire des Monuments historiques le 17 septembre 1990[39]. Plusieurs objets sont référencer dans la base Palissy[39].

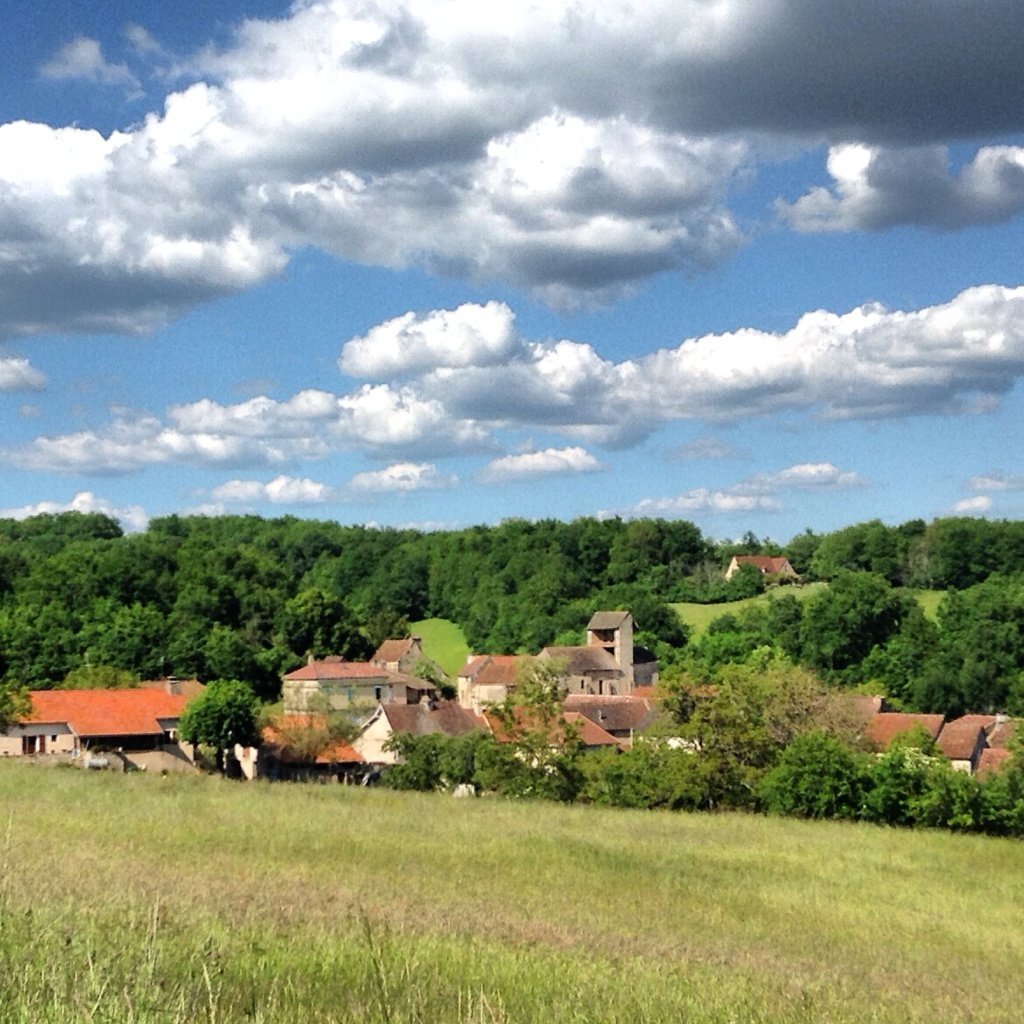
Hameau de Salvezou et l'église Saint-Hilaire

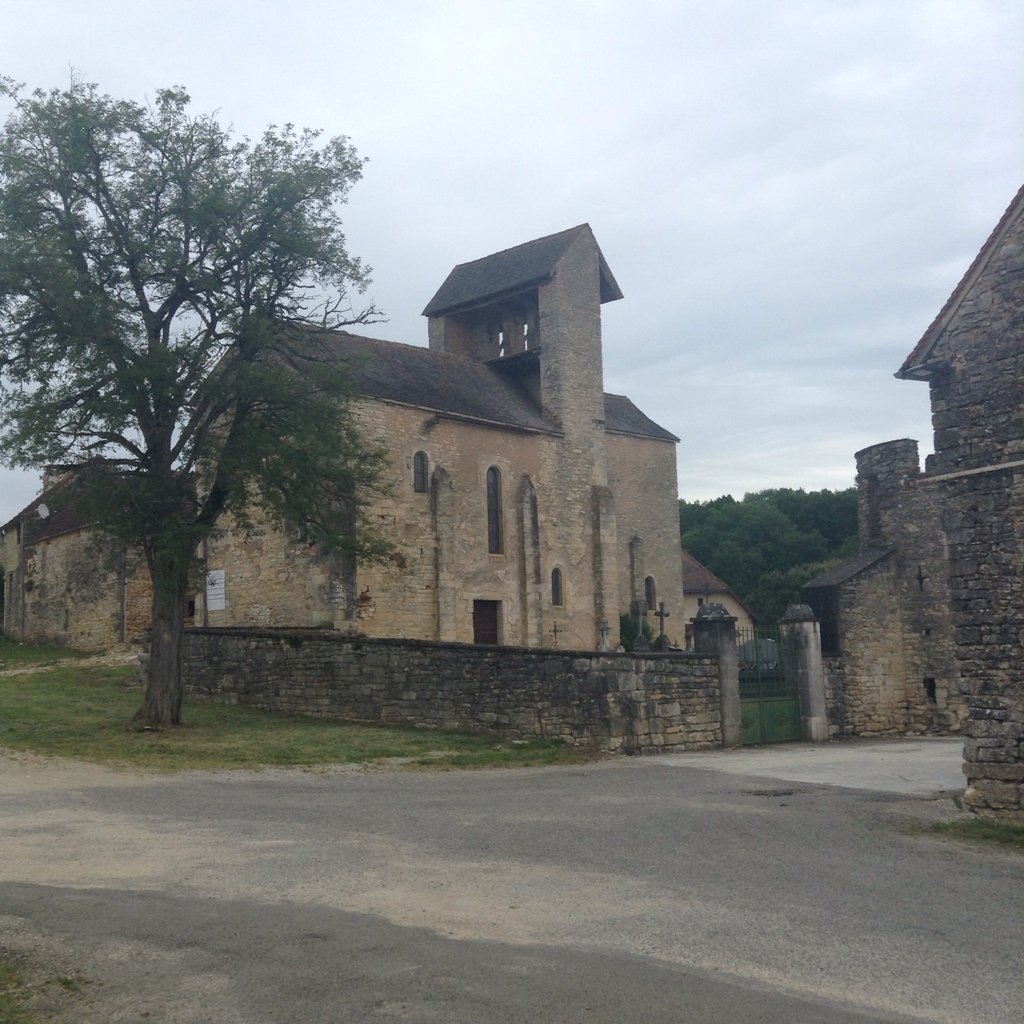
Église Saint-Hilaire de Salvezou

- Tour Dépétrat, ou tour des Anglais, ancienne demeure de notable, rue de la République.
- Maison du Prieur, impasse de la Tour, avec une tour d'escalier, construite après la sécularisation du prieuré.

### Personnalités liées à la commune
- Jean-Gabriel Perboyre
- Magloire

## Pour approfondir